# Mūsá Khān Bolāghī
Mūsá Khān Bolāghī (persiska: موسَى بُلاغی, موسَى خانِ بُلاغ, موسَى خان بُلاغی, Mūsá Bolāghī, موسى خان بلاغی) är en ort i Iran.   Den ligger i provinsen Hamadan, i den nordvästra delen av landet, 260 km sydväst om huvudstaden Teheran. Mūsá Khān Bolāghī ligger 1 725 meter över havet och antalet invånare är 454.
Terrängen runt Mūsá Khān Bolāghī är kuperad åt sydväst, men åt nordost är den platt. Terrängen runt Mūsá Khān Bolāghī sluttar brant österut. Runt Mūsá Khān Bolāghī är det ganska tätbefolkat, med 104 invånare per kvadratkilometer. Närmaste större samhälle är Chazān, 18,0 km öster om Mūsá Khān Bolāghī. Trakten runt Mūsá Khān Bolāghī består i huvudsak av gräsmarker.